# ミス・ティーンUSA

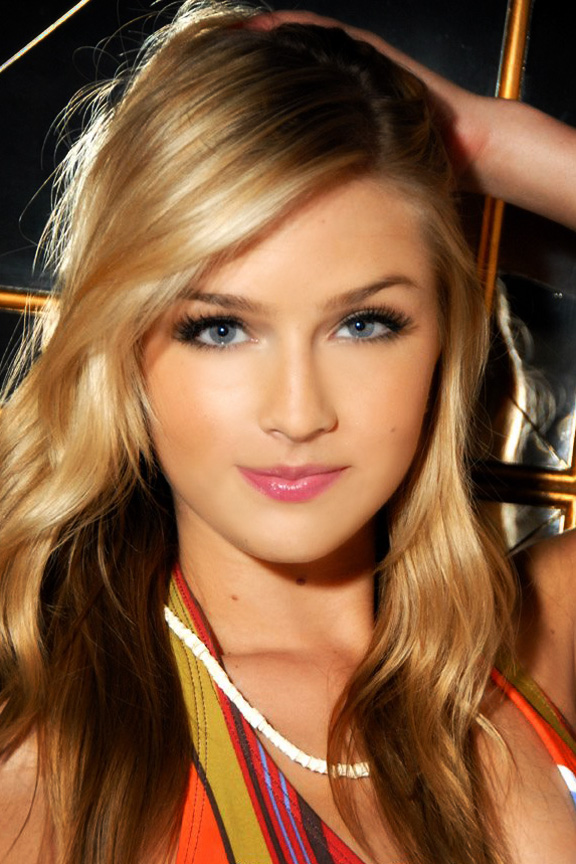
キャシディ・ウルフ（2013年ミス・ティーンUSA）

ミス・ティーンUSA（Miss Teen USA）は、アメリカのミス・コンテスト。
対象年齢は2009年大会から引き下げられ、14～18歳（州代表選出大会では、全国大会が開催される頃に14歳以上19歳未満であることが応募条件である）で、ティーンであれば全員が出場できるわけではない。
毎年夏、全米各地で大会が開催され、各州の州大会で優勝した候補者たちが出場する。審査方法はミス・ユニバースと同一で、大会の前に事前審査（水着審査・イヴニングガウン審査・面接）を行い、大会当日にその結果を踏まえてTOP15を発表する。この15名が、水着審査・イヴニングガウン審査でTOP5にまで絞られ、5人が最後の質疑応答コーナーに進む。優勝者はミス・ユニバース、ミスUSA同様Diamond Nexus Labs製の王冠を戴冠されるほか、ミス・ユニバースとほぼ同じデザインのタスキ（サッシュ）が貸与される。
優勝者は、約一年間の在任期間中、ミス・ユニバース、ミスUSAと共にチャリティ活動やイベント出演などを行う。一年間給与が支給されるほか、Diamond Nexus Labs製のティアラ、ヘアケア商品一年分、水着、洋服、靴、3000ドルの賞金、ニューヨークフィルムアカデミーで学ぶための6万ドルの奨学金、フォトグラファーによる撮影、一年間の皮膚科サービスなど、ほぼミス・ユニバース同様の賞品を手にすることができる。
なお、この大会に出場した者が数年後ミスUSAに出場するケースが相次いでおり、ミスUSA前哨戦ともいえる。
2016年の本大会から水着審査が廃止され、代わりにスポーツウェア審査に変更される。

## テレビ中継
ミス・ティーンUSAはミスUSA、ミス・ユニバース同様アメリカの主要テレビ局で生中継されていた。1983年の第1回大会はフロリダ州レイクランドで8月30日にCBSテレビで放送された。司会はマイケル・ヤングが勤めた。マイケルは1984年、1986年、1987年の4度司会を務めた。ただし第2回は4月、第3・4回は1月に開催され、第5回以降は再び夏開催に戻る。第36回大会からはミスUSA直前に開催されるようになる。
2003年からNBCユニバーサルが所有権が移管したためNBCで放送。2007年でNBCの放映の契約が満了し、契約が更新されず、8月16日にバハマで開催された2008大会はテレビ生中継は行われなかった。2009年大会からYouTube公式チャンネルで生放送されていた。しかし23年大会からThe CWで放送されている。

## 歴代ミス・ティーンUSA
| 年     | ミス・ティーンUSA              | 選出州               |
| ------ | ------------------------------ | -------------------- |
| 1983年 | ルース・ザカリアン             | ニューヨーク州       |
| 1984年 | Cherise Haugen                 | イリノイ州           |
| 1985年 | ケリー・ヒュー                 | ハワイ州             |
| 1986年 | アリソン・ブラウン             | オクラホマ州         |
| 1987年 | クリスティ・アディス           | ミシシッピ州         |
| 1988年 | ミンディ・ダンカン             | オレゴン州           |
| 1989年 | ブランディ・シャーウッド       | アイダホ州           |
| 1990年 | ブリジット・ウィルソン         | オレゴン州           |
| 1991年 | ジャネル・ビショップ           | ニューハンプシャー州 |
| 1992年 | Jamie Solinger                 | アイオワ州           |
| 1993年 | シャーロット・ロペス           | バーモント州         |
| 1994年 | シャウナ・ガンビル             | カリフォルニア州     |
| 1995年 | Keylee Sue Sanders             | カンザス州           |
| 1996年 | クリスティー・ウッズ           | テキサス州           |
| 1997年 | シェリー・ムーア               | テネシー州           |
| 1998年 | ヴァネッサ・ミニロ             | サウスカロライナ州   |
| 1999年 | アシュリー・コールマン         | デラウェア州         |
| 2000年 | ジリアン・パリー               | ペンシルベニア州     |
| 2001年 | Marissa Whitley                | ミズーリ州           |
| 2002年 | Vanessa Semrow                 | ウィスコンシン州     |
| 2003年 | タミ・ファレル                 | オレゴン州           |
| 2004年 | シェリー・ヘニッヒ             | ルイジアナ州         |
| 2005年 | アリー・ラフォース             | オハイオ州           |
| 2006年 | ケイティ・ブレア               | モンタナ州           |
| 2007年 | ヒラリー・クルス               | コロラド州           |
| 2008年 | ステーヴィ・ペリー             | アーカンソー州       |
| 2009年 | ストーミ・ヘンリー             | テネシー州           |
| 2010年 | ケイミー・クロフォード         | メリーランド州       |
| 2011年 | ダニエル・ドウティー           | テキサス州           |
| 2012年 | ローガン・ウェスト             | コネチカット州       |
| 2013年 | キャシディ・ウルフ             | カリフォルニア州     |
| 2014年 | K・リー・グレアム              | サウスカロライナ州   |
| 2015年 | キャサリン・ヘイク             | ルイジアナ州         |
| 2016年 | カーリー・ヘイ                 | テキサス州           |
| 2017年 | ソフィア・ドミンゲス＝ヘイソフ | ミズーリ州           |
| 2018年 | ヘイリー・コルボーン           | カンザス州           |
| 2019年 | Kaliegh Garris                 | コネチカット州       |
| 2020年 | Kiʻilani Arruda                | ハワイ州             |
| 2021年 | Breanna Myles                  | Florida              |
| 2022年 | ファロン・メディ               | ネブラスカ州         |
| 2023   | UmaSofia Srivastava（辞退）    | ニュージャージー州   |
| 2024   | アディ・カーバー               | ミシシッピ州         |

### ミス・ティーンとミスUSAの2冠達成者
1989年の本大会優勝者であるブランディ・シャーウッドは、その8年後の1997年のミスUSAの本選で準ミスUSAを獲得したが、その年のミスUSA（優勝）に輝いたブルック・マヘアラニ・リーが、この大会優勝者に出場権が与えられるミス・ユニバース世界大会でもミスに選ばれたため、ブルックは規定によりミス・ユニバースを優先。そのためブランディがミスUSAに繰り上げ当選となり、初めてミス・ティーンとミスUSAの「2冠」となった。2011年現在、ミス・ティーンとミスUSAの2冠を達成したのはこのブランディ1名のみである。
なお、ミス・ティーンとミス・ユニバースの2冠達成者はまだいない。

## 近年のミス・ティーンUSA

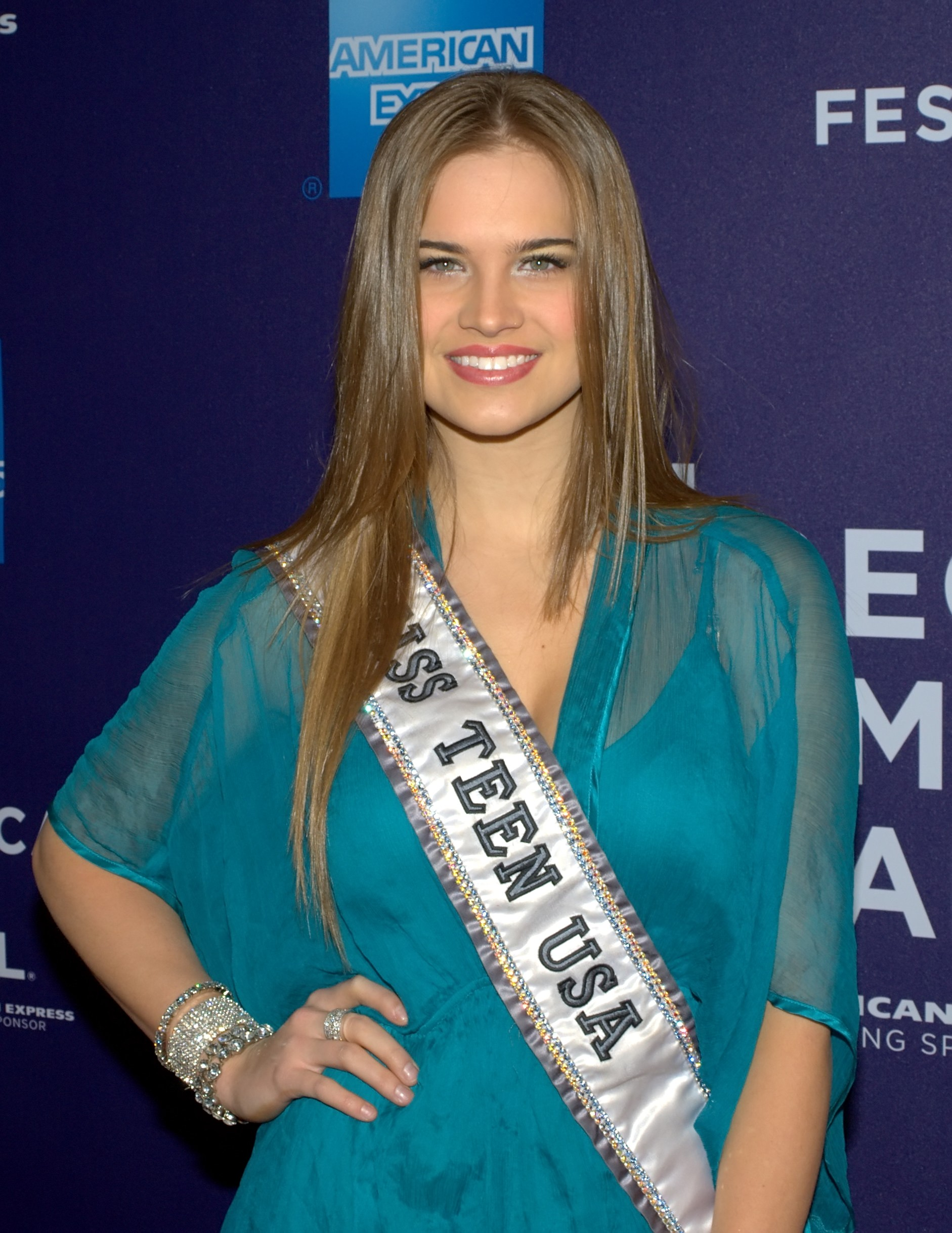
ストーミ・ヘンリー（2009年ミス・ティーンUSA）
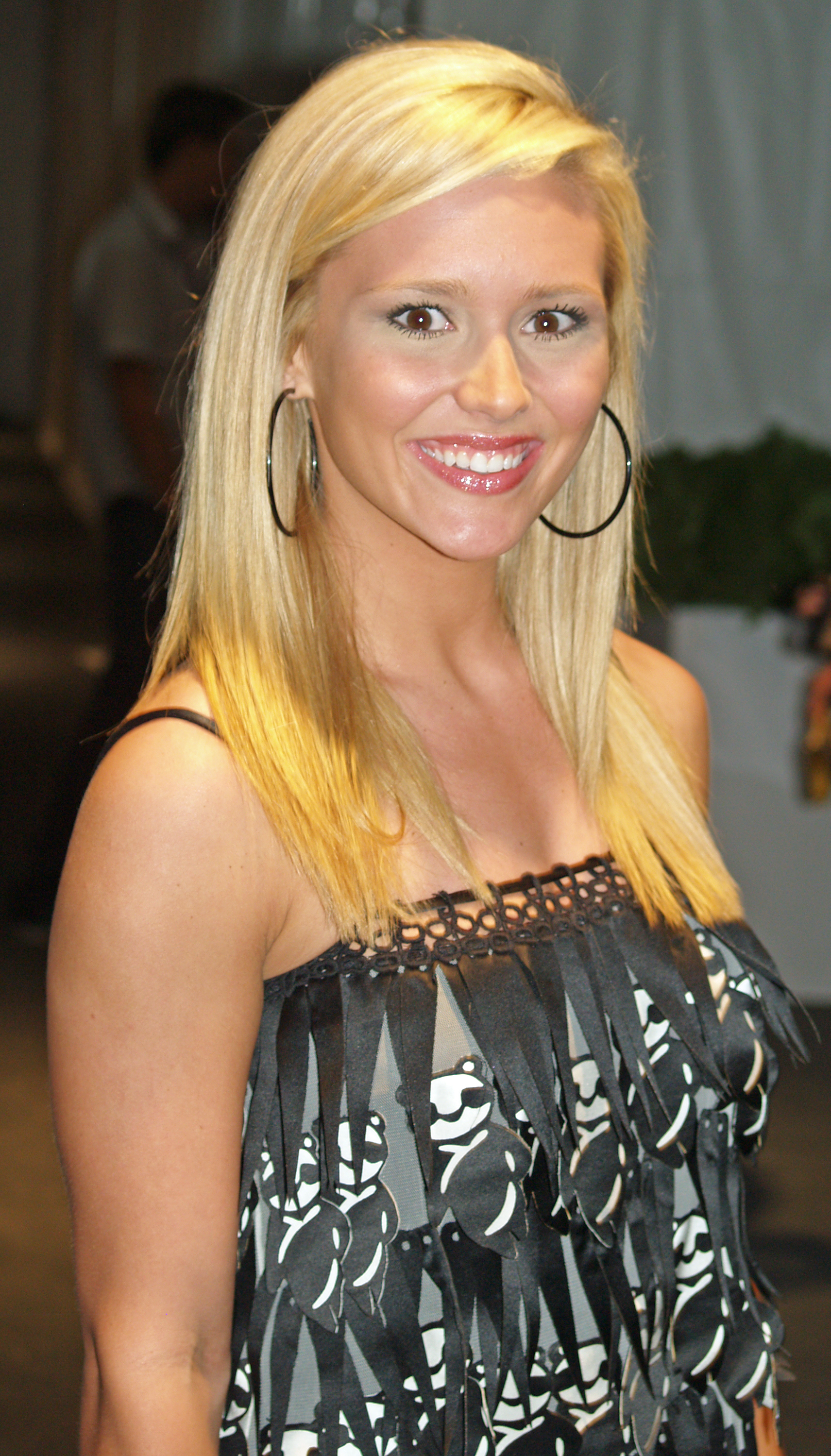
ステーヴィ・ペリー（2008年ミス・ティーンUSA）
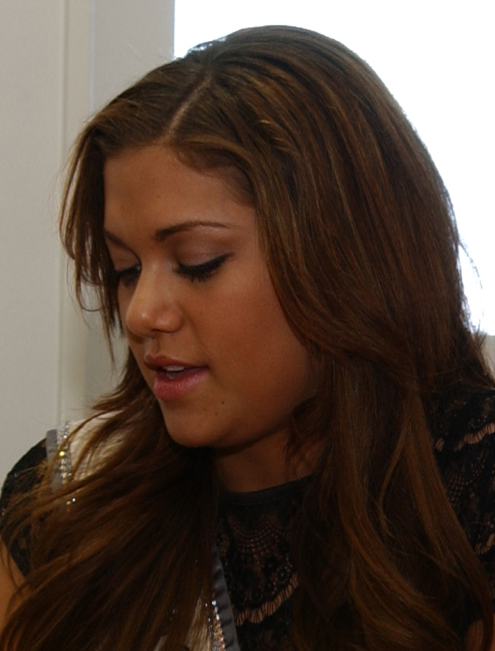
ヒラリー・クルス（2007年ミス・ティーンUSA）
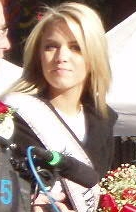
ケイティ・ブレア（2006年ミス・ティーンUSA）
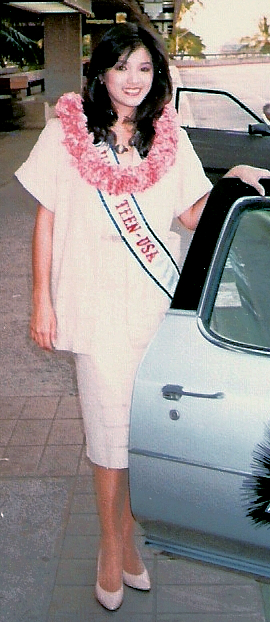
ケリー・ヒュー（1985年ミス・ティーンUSA）